# Red Headed Stranger
Albums de Willie Nelson
Phases and Stages
(1974) The Sound in Your Mind
(1976)
Red Headed Stranger est un album country de Willie Nelson, sorti en 1975 chez Columbia.

## L'album
Compositeur pour Patsy Cline et Faron Young, Willie Nelson devient une star de la country grâce à cet album . Il y utilise une instrumentation simple (guitare acoustique, piano et accordéon) sur des textes inspirés du Far West et des reprises. 
Le titre Blue Eyes crying in the rain devient numéro 1 des ventes en 1975.

## Titres
- 1 : Time of the Preacher (Willie Nelson) (2:26)
- 2 : I Couldn't Believe It Was True (Eddy Arnold, Wally Fowler) (1:32)
- 3 : Time of the Preacher Theme (Willie Nelson) (1:13)
- 4 : Medley: Blue Rock Montana/Red Headed Stranger (Nelson, Carl Stutz, Edith Lindeman) (1:36)
- 5 : Blue Eyes Crying in the Rain (Fred Rose) (2:21)
- 6 : Red Headed Stranger (Carl Stutz, Edith Lindeman) (4:00)
- 7 : Time of the Preacher Theme (Willie Nelson) (0:25)
- 8 : Just As I Am (hymn) (Charlotte Elliott, William B. Bradbury) (1:45)
- 9 : Denver (Willie Nelson) (0:53)
- 10 : O'er The Waves (traditionnel) (0:48)
- 11 : Sobre las Olas (Juventino Rosas) (0:47)
- 12 : Down Yonder L. Wolfe Gilbert (1:56)
- 13 : Can I Sleep in Your Arms (Hank Cochran) (5:24)
- 14 : Remember Me (Scotty Wiseman) (2:52)
- 15 : Hands on the Wheel (Bill Callery) (4:22)
- 16 : Bandera (Willie Nelson) (2:19)

## Musiciens
- Willie Nelson : guitare, voix
- Paul English : batterie – drums
- Jody Payne : guitare, mandoline
- Bee Spears : bass
- Bobbie Nelson : piano
- Mickey Raphael : harmonica
- Bucky Meadows : guitare
- Billy English : batterie